# Північні Егейські острови (периферія)
Північні Егейські острови (грец. Περιφέρεια Βορείου Αιγαίου) — периферія в східній частині республіки Греція, що складається з декількох островів. Столиця — Мітилена.
За адміністративним поділом 1997 року, включала номи: Лесбос, Самос, Хіос, які від 1 січня 2011 року поряд із Лемносом та Ікарією є децентралізованими периферійними одиницями.